# أودوم إمانويل
اودوم جبرائيل إيمانويل, (ولد في 11 تموز / يوليه 1966) هو حاكم  ولاية اكوا ايبوم من نيجيريا . يشغل المنصب منذ 29 أيار / مايو 2015.
نجح في تولي المنصب في انتخابات  نيسان / أبريل 2015 على ولاية اكوا ايبوم الديمقراطية الشعبية.

## الحياة المهنية
اودوم جبرائيل إيمانويل ولد في 11 يوليو عام 1966 في أسرة «إت المعلم جبريل إيمانويل» وهو مواطن من اللأوا إيمان في أونا (Onna) الحكومة المحلية في ولاية اكوا ايبوم، نيجيريا.